# Chant XIV de l'Enfer
Le Chant XIV de l'Enfer est le quatorzième chant de l'Enfer de la Divine Comédie du poète florentin Dante Alighieri. Il se déroule sur le troisième giron du septième cercle, où sont punis les violents envers Dieu, la nature et l'art ; nous sommes à l'aube du 9 avril 1300 (samedi saint), ou selon d'autres commentateurs du 26 mars 1300.

## Thèmes et contenus

### L'Étendue brûlante: versets 1-42

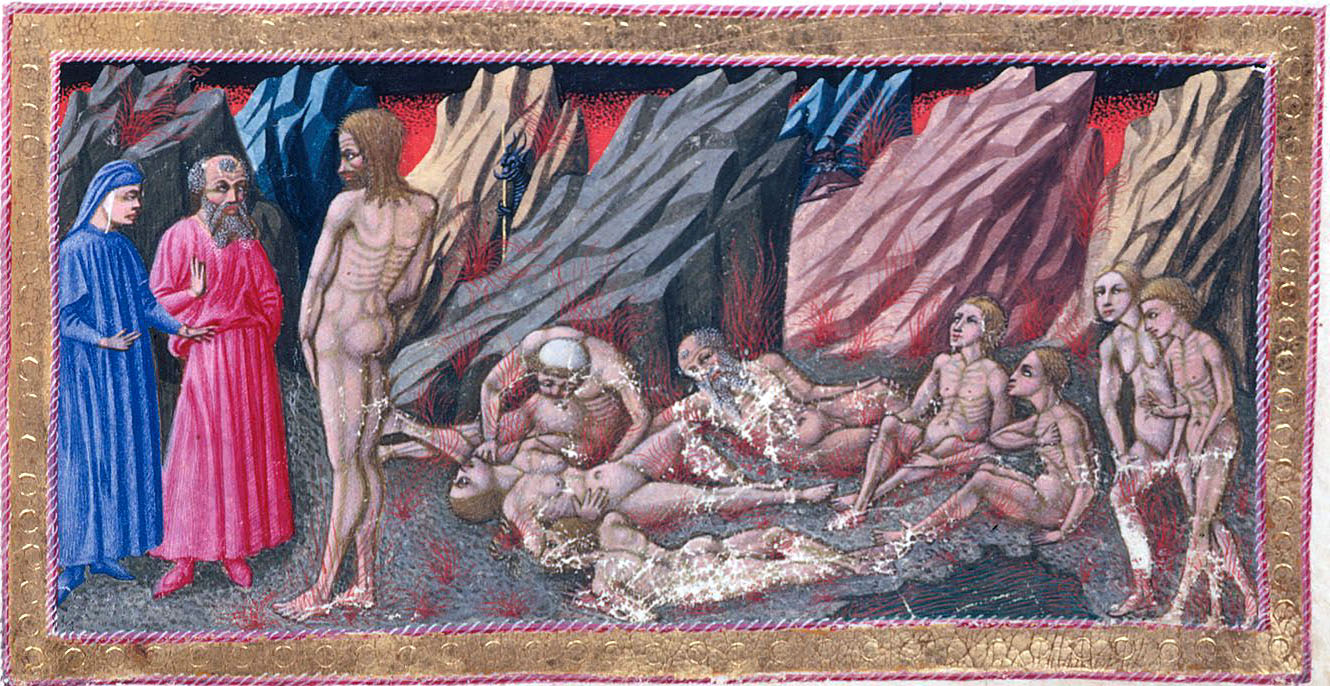
Illustration du par Priamo della Quercia.

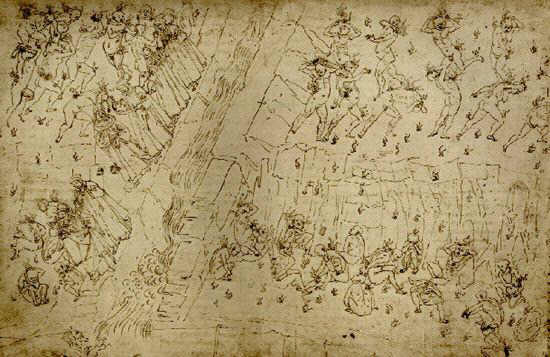
Le Cercle des Violents envers la Nature et Dieu (Dessins pour la Divine Comédie), Sandro Botticelli.

Le Chant commence en rappelant la fin du Chant XIII : Dante, ému de pitié par les paroles du concitoyen anonyme qui s'est suicidé, transformé en arbuste et déchiré par la lutte entre un dilapidateur et les chiens infernaux qui a eu lieu parmi ses branches, puisque carità del loco natio mi strinse (charité du lieu natal), ramasse les branches cassées, comme demandé dans le Chant précédent, et les place à la base de la plante « fioca », c'est-à-dire muette ou épuisée.
Dante et Virgile arrivent à la frontière entre les deux cercles où ils voient la terrible main de la justice punir les nouveaux damnés sans dérogation. Voici une lande sans végétation, à laquelle la forêt des suicidés sert de « guirlande », comme le fait le fossé de Phlégéthon. Ici, les poètes s'arrêtent au bord de la plage, semblable à celle que Caton d'Utique a piétinée, et, après une invocation à Dieu, le poète décrit les âmes punies : elles sont nues et très nombreuses ; elles pleurent toutes mais ne suivent pas toutes la même loi. Certains, les plus tourmentés, sont couchés, d'autres sont assis, d'autres encore, plus nombreux, courent avec agitation. Le tout est couronné par une pluie continue de feu, épaisse comme la neige qui tombe sur les Alpes lorsqu'il n'y a pas de vent, Il n'y a pas de contrappasso précis : on peut seulement dire que comme la pluie ardente a détruit Sodome, elle tourmente les damnés. De plus, un événement aussi peu naturel que la pluie de feu au lieu d'eau convient à ceux qui sont allés à l'encontre des lois naturelles. Enfin, il pourrait s'agir d'une référence aux versets du psaume 10 « Il fera pleuvoir sur les méchants/brace, feu et soufre,/un vent brûlant viendra sur eux ».
Dante n'explique pas qui sont ces damnés, mais il le fera progressivement dans les trois Chants suivants : ceux qui sont couchés sont les violents contre Dieu (blasphémateurs), ceux qui courent sont les violents contre la nature (sodomites) et ceux qui sont assis sont les violents contre la nature et l'art (usuriers). Dans la présentation des damnés dans les Chants suivants, Dante ne suit pas l'ordre des péchés du moins au plus grave, mais commence par les blasphémateurs et finit par les usuriers.
Revenant à la pluie ardente, Dante fait une simile , empruntée à une lettre d'Alexandre le Grand à Aristote : Dante compare la pluie continue à celle qu'Alexandre vit en Inde, après quoi il ordonna à ses soldats de piétiner le sol pour éteindre les flammes, de sorte que le feu est mieux éteint lorsqu'il est petit et isolé. Dans la lettre en question, les faits sont un peu différents et deux précipitations impressionnantes sont mentionnées : d'abord, une grande chute de neige, qui oblige les soldats à piétiner le sol, suivie d'une pluie sinistre d'étincelles enflammées, qu'ils doivent étouffer avec leurs robes. Dante mélange un peu les images, probablement parce qu'il n'avait pas lu la lettre directement, mais l'avait trouvée mentionnée dans les Météores d'Albert le Grand, et  l'on retrouve le même schéma dans la Commedia.
Dans l'Enfer, en outre, le sable s'enflamme facilement, comme l'appât sous l'amadou (« focile », dans le sens antique), et double le châtiment des damnés, brûlés par le haut et par le bas. Enfin, Dante est frappé par le mouvement incessant des mains des damnés, qui s'éventent pour repousser la « chaleur fraîche  », oxymore de flammes nouvelles.

### Capanée: versets 43-72

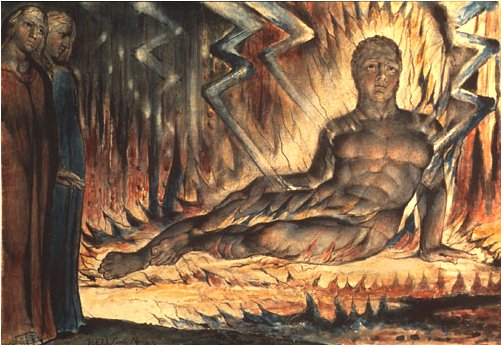
Capanée imaginé par William Blake

Dante se tourne ensuite vers Virgile et on ne comprend pas très bien pourquoi il ressent le besoin de lui rappeler qu'il réussit toujours tout, sauf contre les démons à la porte de l'enfer inférieur. L'épisode du Chant VIII est peut-être repris pour sa signification allégorique, comment la raison (symbolisée par le poète latin) ne peut pas surmonter les péchés de la malice sans l'aide divine (en fait le messager céleste apparaît dans le Chant). Alighieri lui demande qui est ce grand personnage (« grand par le physique ou grand par l'âme ? ») qui semble ne pas se soucier de l'incendie et se couche avec mépris et grogne comme si la pluie ne le martyrisait pas. L'utilisation de plusieurs « semble » a conduit certains commentateurs à penser que l'attitude de Capanée était une sorte d'imposture, alors que Dante voulait peut-être seulement exprimer sa surprise face à ce « grand » personnage.
Et cet homme couché, se rendant compte qu'on parle de lui, s'écrie : (paraphrase) « Tel que j'étais de mon vivant (un blasphémateur), tel je suis quand je suis mort. Même si Jupiter a fatigué son forgeron à qui, dans sa colère, il a pris la foudre tranchante avec laquelle j'ai été frappé le dernier jour de ma vie ; même s'il a fatigué les autres Cyclopes dans la noire forge de l'Etna (on utilise ici l'ancien nom, Mongibello), en appelant « Bon Vulcain, au secours, au secours ! », comme il l'a fait dans la bataille contre les Géants, et m'a terrassé de toutes ses forces : il n'a pas pu avoir une vengeance joyeuse. (versets 51-61).
Cet anathème crié à tue-tête est plein de colère contre la divinité, le péché pour lequel Capanée (son nom sera révélé dans le verset suivant) est puni, l'un des sept rois qui ont assiégé Thèbes et qui, comme le raconte Stace dans la Thébaïde, après la victoire, s'est tenu sur les murs de la ville vaincue en criant des blasphèmes contre Dieu jusqu'à ce que Zeus le fasse tomber d'un coup de foudre. Dans son cri de vengeance contre Dieu, il exhorte Zeus à lui lancer autant de foudres qu'il veut, mais rien ne peut faire plier son esprit rebelle.
Il faut noter que le dieu païen est utilisé ici comme un paravent du vrai Dieu, de sorte que les imprécations lancées contre lui sont punies de la même manière que celles contre le Dieu chrétien.
Virgile, ayant entendu l'imprécation, se retourne alors furieusement contre le damné : (paraphrase) « O Capanée, en ce que ton orgueil n'est pas éteint, tu es le plus puni ; aucun tourment tant que ta colère ne serait une punition adéquate à ton impiété  » (versets 63-66).  Dieu ne veut pas se venger en le forçant à se soumettre, ni en lui infligeant un châtiment physique, mais que son supplice réside précisément dans son éternel orgueil et sa rage impuissante, dus à la répétition continue de son péché. Virgile le répète également à Dante, auquel il s'adresse de manière sereine (con migliore labbia) et lui explique l' histoire des sept rois de Thèbes et comment le mépris de Capanée est une digne parure de son (mauvais) cœur.
Le blasphème pour Dante,  illustré par l'épisode, ne consiste pas en une imprécation accidentelle, mais en un mépris intime de la divinité et une méconnaissance de sa supériorité. Cela n'a donc rien à voir avec l'athéisme, car celui qui lance une insulte admet implicitement l'existence de l'insulté.

### Le Flot de Sang: versets 73-93

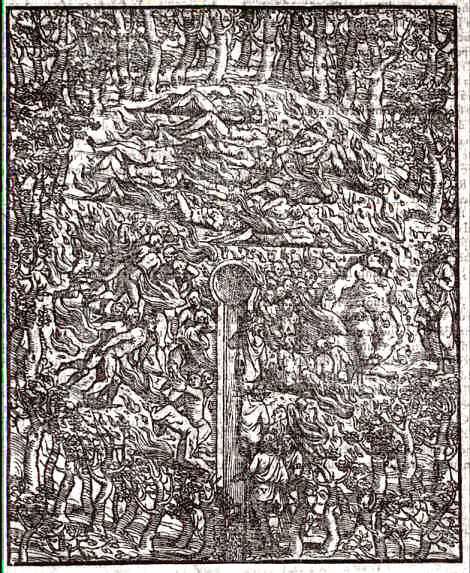
L'Étendue des Damnés du du, Alessandro Vellutello (1534).

Virgile demande alors à Dante de le suivre, en prenant soin de ne pas toucher le sable avec ses pieds, mais de rester à l'orée du bois. Ils arrivent où jaillit un picciol fiumicello (spiccia fuor de la selva), rouge de sang, qui horrifie Dante au souvenir des damnés du Phlégéthon d'il y a deux cercles. Il s'agit en fait comme Virgile l'expliquera, du même fleuve. Entre-temps, Dante le compare au Bulicame, une source d'eau chaude près de Viterbe, dont les eaux sont canalisées vers les maisons des femmes locales. Il existe deux classes sur ces figures : la plus courante est peccatrici, c'est-à-dire les meretrici, mais certains revendiquent également pectatrici, c'est-à-dire les ouvriers peignant la laine. Quelques versets plus tôt, le mot bulicame était également utilisé comme un nom générique, signifiant la « rivière bouillante ».
De même que le fleuve canalisé, Dante note la présence de digues en pierre (elles seront décrites par deux similes dans le Chant suivant), et Virgile lui fait remarquer combien il est admirable que les flammes s'éteignent au contact des vapeurs du fleuve. Dante, cependant, ne semble pas comprendre (ne se rend-il pas compte qu'il s'agit de l'enjeu du Phlégéton ou ne comprend-il pas ce qui est si étonnant au point de mériter le rappel de Virgile ?). Le « duc » commence alors une longue explication allégorique du Veglio di Creta.

### Le Veglio de Créte: versets 94-120
L'allégorie du « Veglio de Crète » est l'une des plus complexes du poème. Sa place dans le Chant sert à expliquer l'origine des fleuves infernaux.
Tout d'abord, Virgile commence par décrire l'île de Crète.

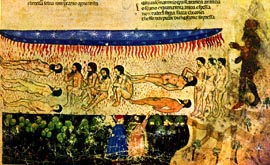
L'Étendue des Violents contre la Nature, Dante et Virgile, du fond des bois, indiquent le Veglio sur la droite.(manuscrit d'Anonimo veneto, fin du XIVe siècle).

La Crète est le lieu de la naissance mythique de Zeus, comme le rappelle Virgile dans le tercet suivant : « Rhéa ou Cybèle la choisit comme berceau fiable pour son fils, et pour mieux le cacher de Cronos, le père qui, à cause d'une prophétie sur un fils qui l'évincerait, mangeait toute sa progéniture, elle demanda aux Corybantes, ses dévots, de couvrir les gémissements de l'enfant par leurs cris.
À l'intérieur de cette montagne, poursuit le poète latin, se trouve donc un « veglio », une statue colossale d'un vieil homme, qui tourne le dos à Damiette (Égypte) et regarde Rome dans un miroir.
Ces premiers éléments nous apprennent pourquoi la Crète a été choisie comme lieu symbolique : elle était considérée comme le foyer de la civilisation et le lieu d'origine du divin ; elle était à mi-chemin entre l'Orient, siège des débuts de la civilisation, et Rome, centre du monde latin actuel, selon Dante.
Suit une description du « veglio », tirée du passage biblique du rêve de Nabuchodonosor, contenu dans Daniel II 31-33. Cet être a une tête en or fin, les bras et la poitrine en argent, et le torse jusqu'à l'aine (les jambes « fourchues ») en cuivre. Les pieds sont en fer, y compris le pied gauche, tandis que le pied droit est en terre cuite et c'est sur ce pied plus fragile qu'il repose le plus.
De chaque côté, à l'exception de celui de l'or, il y a des fissures qui laissent couler des larmes, qui s'accumulent et sortent de la grotte sous la forme d'une rivière. Ce fleuve descend ensuite rocher par rocher et forme l'Achéron, le Styx et le Phlégéthon; puis il redescend et se jette dans le Cocyte, où l'on ne peut plus descendre (Dante imagine là le centre de la terre). Virgile conclut en disant qu'il verra cet étang plus tard, mais qu'il ne veut pas en parler maintenant. Par rapport à Daniel, les pieds sont différenciés, alors que dans la Bible, ils sont un amalgame de pierre et de fer, qui, lorsqu'ils sont frappés par une pierre détachée, se brisent et provoquent l'effondrement de toute la statue. Il n'y a aucune trace des fissures qui déversent le suintement ininterrompu.
L'explication de ce système complexe de symboles est issue de la tradition biblique : les différentes sections du « Veglio » représenteraient les âges de la civilisation. D'un âge d'or, d'où ne coulent pas de larmes, c'est-à-dire dépourvu de péché (où les pécheurs pleurent), on passe à des royaumes progressivement moins vertueux et plus fragiles, jusqu'aux deux pieds qui représenteraient l'âge contemporain. Leur division serait celle, typique du monde de Dante, entre le pouvoir papal et le pouvoir impérial : l'empire serait le pied de fer, encore fort mais peu présent, car il s'appuie alors davantage sur l'autre pied, celui de la papauté, plus faible parce que fait d'argile, mais plus puissant. L'ancien, corrompu par d'innombrables fractures, se refléterait dans Rome, également dominée par la corruption.
Selon une autre interprétation, plus philosophique, liée à l'Éthique d'Aristote, le Veglio représenterait la décadence de l'âme de chaque être humain, la tête en or symbolisant le libre arbitre et les autres parties plus ou moins détériorées par le péché étant les différentes facultés psychiques. Les larmes auraient également une fonction initiatique car, en s'évaporant, elles éteindraient les flammes du cercle et permettraient au pèlerin Dante de le traverser. En définitive, les pleurs du vice-roi seraient donc comme une allégorie du péché, qui naît des hommes et punit les hommes eux-mêmes à travers les fleuves de l'enfer.

### Les Fleuves infernaux: versets 121-142
Dante a besoin d'une explication supplémentaire et demande à Virgile pourquoi, si ce fleuve vient du monde des vivants, ils ne le rencontrent que maintenant et le poète latin répond que jusqu'alors ils descendaient vers la gauche, mais n'avaient pas encore fait un cercle complet. Dante demande ensuite où se trouvent le Phlégéthon et le Léthé, non mentionnés auparavant, et le maître répond que l'ébullition de l'eau du fleuve rouge aurait déjà dû répondre à sa question ; quant au Léthé, Dante le verra, mais en dehors de la fosse infernale car c'est le lieu où « les âmes vont se laver / quand la culpabilité repentante est enlevée », c'est-à-dire au Purgatoire (Chant XXVIII).
Puis Virgile va droit au but et incite Dante à s'éloigner de la forêt pour qu'il le suive jusqu'aux lisières, qui constituent le « chemin », et où le feu n'attaque pas car au-dessus d'elles les flammes (la vapeur) sont éteintes.